# F7 (엔진)

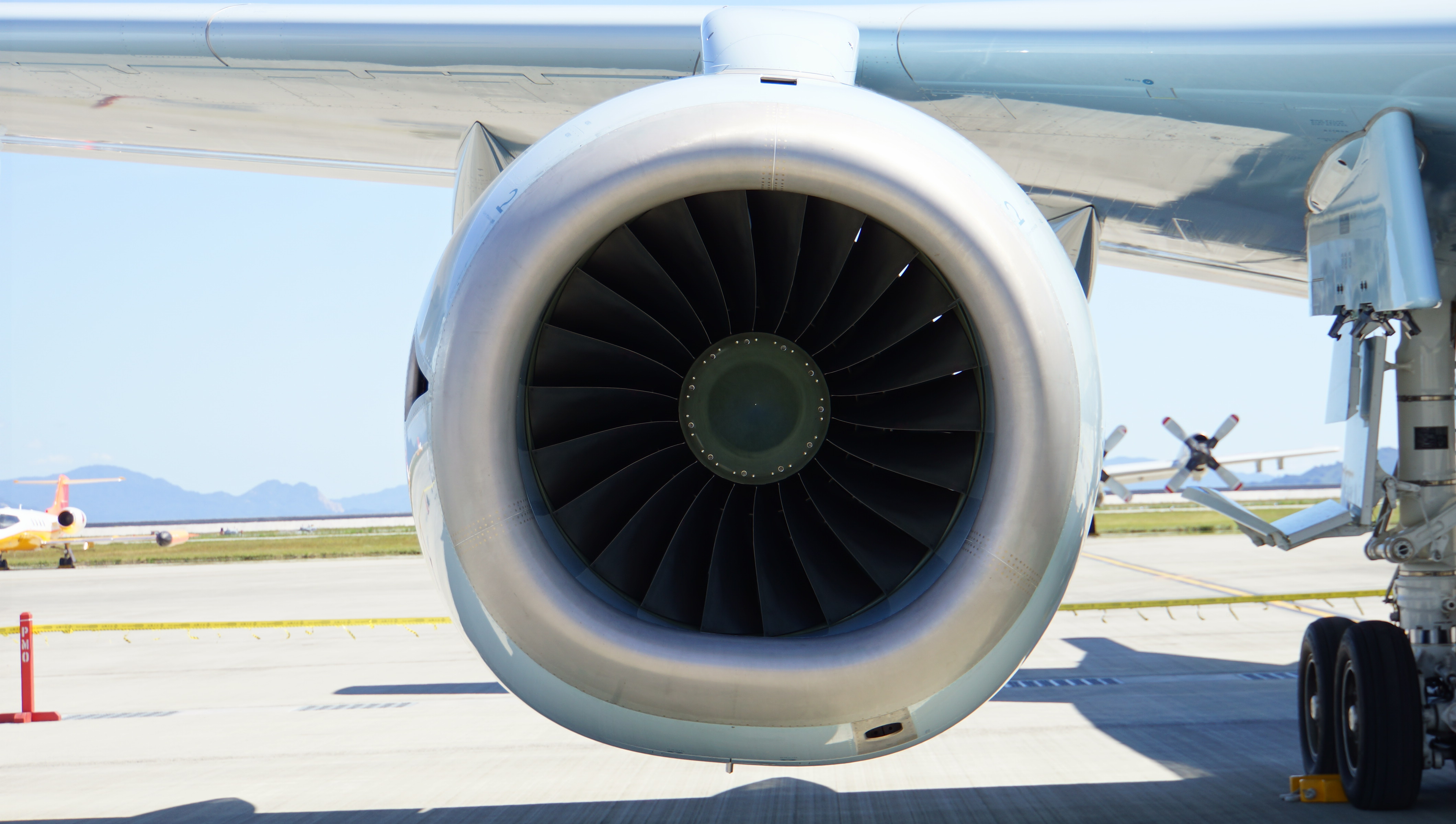
F7-10

F7는 일본 IHI제조사에서 개발한 항공기용 엔진이다. 개발 총액은 200억 엔 이상이다.

## 개발

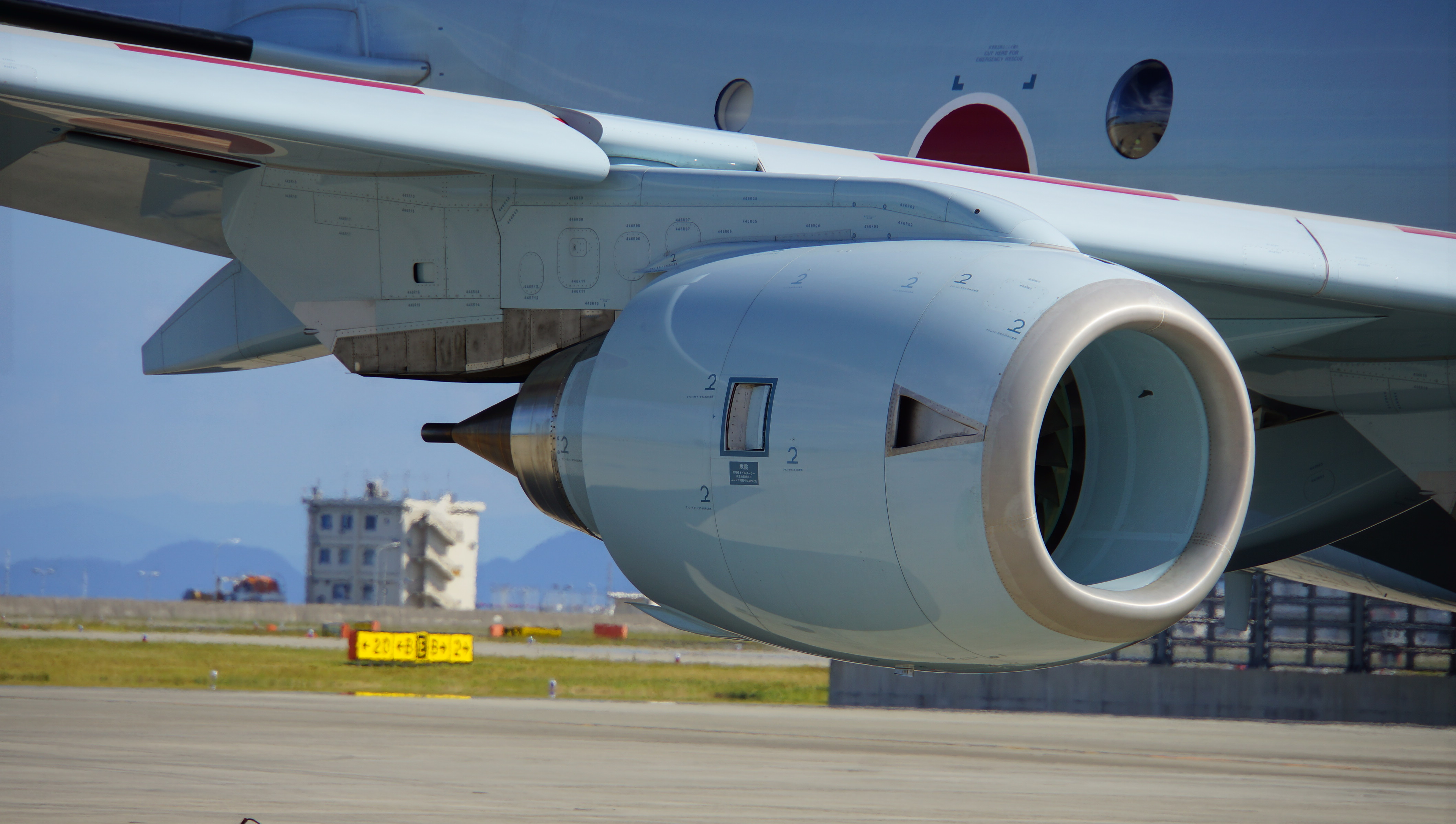
F7-10

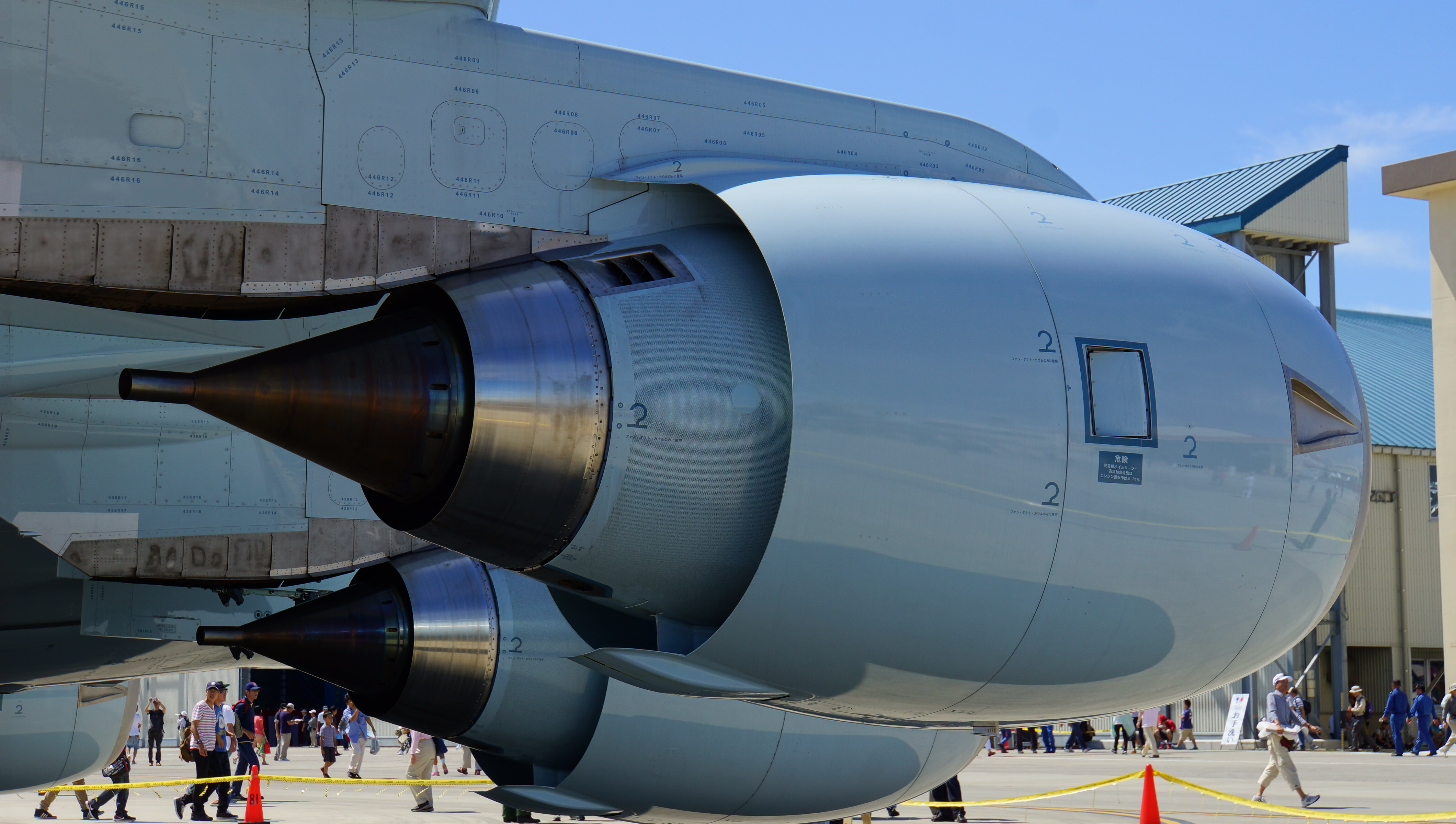
F7-10

## 일본 IHI 제조사의 군용기용 엔진
- 일본 - F3: 가와사키 T-4 훈련기

- 일본 - XF5: 미쓰비시 X-2 스텔스기

- 일본 - F7: 가와사키 P-1 초계기

## 제원

### 일반적 특성
- 형식: 높은 바이패스 비 2축 터보 팬 엔진
- 길이: 2.7m
- 직경: 1.4m (엔진 입 구경)
- 건조 중량: 1,240kg

### 구성 요소
- 압축기: 팬 1개 10단 (저압 2단 고압 8단) 축류 압축기
- 연소기: 아뉴라 형
- 터빈: 2단 저압 4단 고압 터빈

### 성능
- 엔진 추력: 60kN (13,000 lbF)
- 바이패스 비: 8.2:1
- 터빈 입구 온도: 1,550°C
- 정격 연료 유량: 0.34kg / hr / daN
- 추력 중량비: 4.9:1

## 같이 보기
- XF5
- XF9